# 黑拳
《黑拳》是一部2006年10月5日上映的香港電影。是由羅守耀導演，吳京及楊愛瑾領銜主演，鄭中基、傅穎、張兆輝等主演。

## 演員
| 演員   | 角色   | 關係/暱稱                                  |
| 吳京   | 高崗   | 田莉之交往對象 隊長之好友 田莉、徐志之隊友 |
| 楊愛瑾 | 田莉   | 高崗之交往對象 高崗、徐志之隊友            |
| 鄭中基 | 隊長   | 高崗之好友                                 |
| 傅穎   | 徐志   | 田莉、高崗之隊友                           |
| 張兆輝 | 豪強   | 黑社會                                     |
| 宋本中 | 大眼雞 |                                            |

## 軼事
- 此片引進中國大陸地區後，改名為《生死拳》，且遭大量刪減，香港原版為106分鐘，大陸版本僅為87分鐘。除了被刪片段外，留下的情節及順序亦被大量修改，連男女主角吳京、楊愛瑾的結局都被修改。其中女主角楊愛瑾的人設定位都因為刪減而變得與原作大相庭徑。大量的刪減及修改順序，令大陸版沒邏輯順序科研，不少看過該版本的觀眾表示看不明白。
- 片中楊愛瑾遭張兆輝摸胸及摸屁股一幕，實際是由男替身頂替拍攝[1]。
- 此片在美國發行DVD及藍光DVD，沿用英文片名《Fatal Contact》[2]。
- 此片在日本發行DVD，改名為《拳陣》[3]。